# Rulon Gardner
Rulon Gardner (Wyoming, Estados Unidos, 16 de agosto de 1971) es un deportista estadounidense retirado especialista en lucha grecorromana donde llegó a ser campeón olímpico en Sídney 2000.

## Carrera deportiva

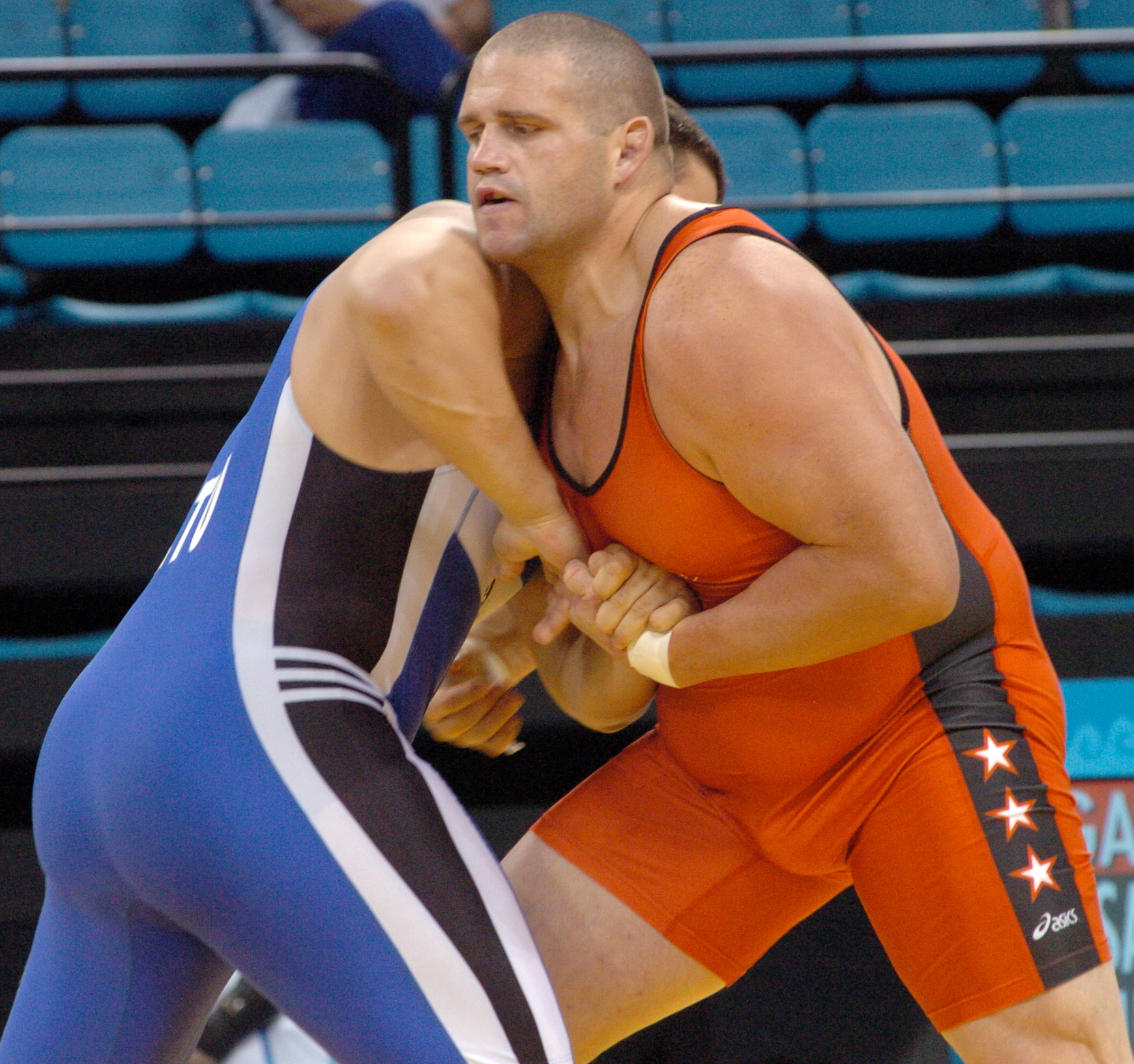
Gardner (derecha) en Atenas 2004

En los Juegos Olímpicos de 2000 celebrados en Sídney ganó la medalla de oro en lucha grecorromana de pesos de hasta 130 kg, venciendo al mítico luchador ruso Aleksandr Karelin (plata) y al bielorruso Dmitry Debelka (bronce).